# Luis Zapata de Cárdenas
Fray Luis Zapata de Cárdenas (1515-1590), prelado franciscano español que desarrolló su labor en Perú y Nueva Granada. Segundo arzobispo de Santafé de Bogotá.

## Biografía
Nacido en Llerena (Badajoz) en 1515, era hijo de don Rodrigo de Cárdenas, comendador de la Oliva. Desde su juventud hasta los 28 años se dedicó a la milicia como componente de los tercios españoles en Flandes e Italia, alcanzando el grado de maestre de campo. Según la tradición, se dice que habiendo hecho un pacto con su amigo el militar Lionel de Almansa y Zúñiga que quien antes muriese se aparecería al otro. 
Murió Lionel de Almansa y se le apareció a Zapata de Cárdenas cuando este se encontraba en Valladolid, y le impresionó tanto la aparición y las palabras que le dirigió el difunto, que dejó la milicia y volvió a su tierra, ingresando como novicio en el convento de Hornachos (Badajoz) para tomar el hábito franciscano.

## Pastor de almas
En sus primeros años como franciscano fue guardián de varios conventos y a los 46 años fue nombrado Comisario General de Perú, a donde llegó en 1561 acompañado de 50 frailes para integrarlos en la evangelización del territorio. Volvió a España en 1565, y en agosto de 1566 fue nombrado ministro Provincial de San Miguel en Extremadura.
En 1569 se le designó obispo de Cartagena de Indias, y encontrándose en la Corte para hacerse cargo de su obispado, le asignaron la diócesis metropolitana de Santafé de Bogotá, de la cual tomó posesión el 28 de marzo de 1573. En su actuación episcopal destacan cuatro hechos importantes: terminación de la catedral de Bogotá, celebración de un concilio provincial en marzo de 1585, la creación del seminario de San Luis y el establecimiento de la cátedra de lengua muisca.
Su labor pastoral fue destacada ya que creó las parroquias de Las Nieves y Santa Bárbara en Bogotá, visitó todo el distrito de Santa Fe y las provincias de Tunja y Pamplona, además de traer para la catedral el cráneo de Santa Isabel de Hungría, que le había entregado la reina doña Ana de Austria.
Persona prudente pero de carácter enérgico se enfrentó con la Real Audiencia de Santa Fe, y con el mismo Clero cuando las circunstancias lo exigían. En su quehacer pastoral se dio a la tarea de dignificar al indígena y de procurar su enseñanza cristiana escribiendo un Catecismo y unas Constituciones diocesanas.

## Cazador de venados
Su afición a la caza del venado la mantuvo hasta el final. Era feliz en aquellos territorios indígenas por la abundancia de venados que se veían en aquellas serranías. Como de costumbre, algunos clérigos y otros españoles que habitaban en Bogotá, habían organizado una montería a unas tres leguas de la ciudad. El día anterior fueron a dormir a un rústico refugio que los indios le habían preparado en el Campo. El arzobispo ya contaba entonces 75 años.
El día señalado, a mitad de la mañana, se levantó una espesa niebla que no se veían entre sí los cazadores. De repente, un venado pasó cerca del arzobispo y este le soltó el perro que llevaba amarrado y detrás se fue el prelado. Los demás, entretenidos en la cacería no habían echado en falta al arzobispo hasta que, al atardecer, cejó la niebla. Pero el arzobispo se fue tras el venado y se perdió lejos de donde estaban inicialmente.
Enseguida organizaron la búsqueda pero la noche se echaba encima y no eran capaces de encontrarlo, porque lo buscaban en dirección contraria. El arzobispo no se amilanó, preparó una rústica cama al lado de una peña y se dispuso a pasar la noche en aquella serranía. Llevaba una pequeña trompeta y de vez en cuando la hacía sonar, y por el sonido al fin lo encontraron cuando ya era de noche y junto al venado muerto.
Improvisaron unas parihuelas y lo llevaron al refugio donde tenían preparada una suculenta cena. Después de la cena departió con los de la montería contando la peripecia y cómo había matado al venado; enseguida se fue a dormir. Pero durante la noche le atacaron unos escalofríos y, aunque se preocuparon de cuidarlo, moría al día siguiente, después de oír misa y decirle a los presentes que abandonaba las cacerías. Era el 24 de enero de 1590.
| Predecesor: Juan de los Barrios | Arzobispo metropolitano de Santa Fe de Bogotá 8 de enero de 1570 - 24 de febrero de 1590 | Sucesor: Alfonso López de Ávila |